# Feillens

Feillens este o comună în departamentul Ain din estul Franței.